# 道の駅しんしのつ
道の駅しんしのつ（みちのえき しんしのつ）は、北海道石狩郡新篠津村にある北海道道139号江別奈井江線の道の駅。
2010年（平成22年）11月3日に開駅した。道内110番目の道の駅である。

## 主な施設
- 駐車場
  - 普通車：141台
  - 大型車：5台
  - 身障者用：4台
- トイレ
  - 男：大 6器（2器）、小 9器（4器）
  - 女：9器（5器）
  - 身障者用：2器（1器）

※（）内は24時間使用可能
- 公衆電話：1台
- しんしのつ温泉 たっぷの湯[2]
- レストラン「もみの木」
- しんしのつ産直市場[2]
- しのつ湖公園キャンプ場[2]
- ニューしのつゴルフ場[2]

## 休館日
- 5月、12月 第3月曜日・火曜日（祝日の場合は翌日）

## 道路
直接連絡
- 北海道道139号江別奈井江線

間接連絡
- 北海道道81号岩見沢石狩線
- 北海道道1121号月形幌向線

## 周辺
- しのつ湖